# Huỳnh Hữu Anh
Huỳnh Hữu Anh (1921–1993) là một sĩ quan cấp cao trong Quân đội nhân dân Việt Nam, hàm Thiếu tướng, nguyên Phó Tư lệnh Quân khu 5.

## Thân thế và sự nghiệp
Ông quê ở xã Cát Nhơn, huyện Phù Cát, tỉnh Bình Định. Nhập ngũ năm 1945, được kết nạp vào Đảng Cộng sản Việt Nam năm 1946. Trong Kháng chiến chống Pháp ông trưởng thành từ cán bộ trung đội đến tiểu đoàn trưởng thuộc Bộ Tư lệnh Liên khu 5.
Năm 1961, ông là Tham mưu phó Quân khu 5
Từ tháng 9 năm 1965 đến năm 1974 là Sư đoàn phó rồi Sư đoàn trưởng Sư đoàn 3
Từ năm 1975 là Phó Tư lệnh Quân khu 5 kiêm Tư lệnh Mặt trận 579
Thụ phong Thiếu tướng năm 1983.
Năm 1987, ông nghỉ hưu. Ông mất năm 1993 vì di chứng của chất độc Dioxin.

## Khen thưởng
Huân chương Độc lập hạng Nhất
Huân chương Quân công hạng Nhì
Huân chương Kháng chiến chống Mỹ cứu nước hạng Nhất
Huân chương Chiến sĩ vẻ vang (hạng Nhất, Nhì, Ba
Huân chương Chiến sĩ giải phóng (hạng Nhất, Nhì, Ba)
Huy chương Quân kỳ quyết thắng
Huy hiệu 40 năm tuổi Đảng